# ديف جونسون (لاعب كرة قدم أمريكية، مواليد 1963)
ديف جونسون (بالإنجليزية: Dave Johnson) هو لاعب كرة قدم أمريكية أمريكي، ولد في 7 أبريل 1963 في ميسولا في الولايات المتحدة.

## وصلات خارجية
- ديف جونسون على موقع الاتحاد الدولي لألعاب القوى (الإنجليزية)
- ديف جونسون على موقع اللجنة الأولمبية الدولية (الإنجليزية)
- ديف جونسون على موقع أوليمبيديا (الإنجليزية)